# 杨春林 (1954年)
杨春林（1954年—），男，黑龙江佳木斯人，中华人民共和国维权人士。

## 生平
2007年6月，杨春林发起“不要奥运要人权”的签名运动，收集了上万名失地农民和下岗工人的签名。同年7月6日被拘留，8月13日以涉嫌煽动颠覆国家政权罪正式逮捕。
2008年2月19日，佳木斯市中级法院开庭审理此案。3月24日，法庭以煽动颠覆国家政权罪判处其有期徒刑五年、剥夺政治权利二年。
2018年12月26日，维权律师王全璋在天津市第二人民法院受审时，杨春林在法院门外高喊口号声援，与当时在门外举牌的江西维权人士张哲诚一并被警察带走。